# Bad Magic
Bad Magic je dvaadvacáté a taktéž poslední studiové album britské heavymetalové skupiny Motörhead, vydané v srpnu 2015. Jeho producentem byl Cameron Webb, který se skupinou spolupracoval již v minulosti. Vedle dvanácti autorských skladeb se na albu nachází coververze písně „Sympathy for the Devil“ od skupiny The Rolling Stones. V písni „The Devil“ hrál na kytaru Brian May.
Skladba „When the Sky Comes Looking for You“ byla jediná skladba prezentována živě a to celkem 12x na různých koncertech v Evropě.

## Seznam skladeb
| Pořadí | Název                              | Délka |
| ------ | ---------------------------------- | ----- |
| 1.     | Victory or Die                     |       |
| 2.     | Thunder & Lightning                |       |
| 3.     | Fire Storm Hell                    |       |
| 4.     | Shoot Out All of Your Lights       |       |
| 5.     | The Devil                          |       |
| 6.     | Electricity                        |       |
| 7.     | Evil Eye                           |       |
| 8.     | Teach Them How to Bleed            |       |
| 9.     | Till the End                       |       |
| 10.    | Tell Me Who to Kill                |       |
| 11.    | Choking on Your Screams            |       |
| 12.    | When the Sky Comes Looking for You |       |
| 13.    | Sympathy for the Devil             |       |

## Obsazení
- Lemmy – zpěv, baskytara
- Phil „Wizzö“ Campbell – kytara
- Mikkey Dee – bicí

&
- Brian May – kytarové sólo v „The Devil“